# Securidaca macrocarpa
Securidaca macrocarpa là một loài thực vật có hoa trong họ Polygalaceae. Loài này được A.W. Benn. miêu tả khoa học đầu tiên.